# Заленже (Підкарпатське воєводство)
Заленже (пол. Załęże) — село в Польщі, у гміні Осек-Ясельський Ясельського повіту Підкарпатського воєводства.
Населення — 685 осіб (2011).
У 1975-1998 роках село належало до Кросненського воєводства.

## Демографія
Демографічна структура станом на 31 березня 2011 року:
|          | Загалом | Допрацездатний вік | Працездатний вік | Постпрацездатний вік |
| -------- | ------- | ------------------ | ---------------- | -------------------- |
| Чоловіки | 339     | 86                 | 228              | 25                   |
| Жінки    | 346     | 72                 | 209              | 65                   |
| Разом    | 685     | 158                | 437              | 90                   |